# Cepora
Cepora is een geslacht in de orde van de Lepidoptera (vlinders) familie van de Pieridae (Witjes).
Cepora werd in 1820 beschreven door Billberg.

## Soorten
Cepora omvat de volgende soorten:
- C. abnormis (Wallace, 1867)
- C. amarella (Wallace, 1867)
- C. aspasia Stoll, 1790
- C. asterope (Godart, 1819)
- C. bathseba (Snellen, 1902)
- C. boisduvaliana (C. & R. Felder, 1862)
- C. celebensis (Rothschild, 1892)
- C. eperia (Boisduval, 1836)
- C. ethel (Doherty, 1891)
- C. eurygonia (Hopffer, 1874)
- C. fora (Fruhstorfer, 1897)
- C. himiko Hanafusa, 1994
- C. iudith (Fabricius, 1787)
- C. julia (Doherty, 1891)
- C. kotakii Hanafusa, 1989
- C. laeta (Hewitson, 1862)
- C. lea (Doubleday, 1846)
- C. licaea Fabricius, 1787
- C. lichenosa (Moore, 1877)
- C. nadina (Lucas, 1852)
- C. naomi Wallace, 1867
- C. nerissa (Fabricius, 1775)
- C. pactolicus (Butler, 1865)
- C. perimale (Donovan, 1805)
- C. quadricolor Godman & Salvin, 1877
- C. temena (Hewitson, 1861)
- C. timnatha (Hewitson, 1862)
- C. wui Chou, Zhang & Wang, 2001